# Ambostracon glaucum
Ambostracon glaucum är en kräftdjursart som först beskrevs av Tage Skogsberg 1928.  Ambostracon glaucum ingår i släktet Ambostracon och familjen Hemicytheridae. Inga underarter finns listade i Catalogue of Life.